# David Okereke
David Chidozie Okereke (Lagos, 29 agosto 1997) è un calciatore nigeriano, attaccante della Cremonese.

## Caratteristiche tecniche
Ricopre prevalentemente il ruolo di attaccante, ma all'occorrenza può essere schierato come esterno d'attacco. Bravo tecnicamente, è dotato di velocità in progressione palla al piede e si dimostra abile nel contropiede e nel pressing; bravo a giocare spalle alla porta e nei movimenti senza palla, possiede una buona vena realizzativa.

## Carriera

### Club
Inizia ad allenarsi con la prima squadra della Lavagnese all'inizio della stagione 2015-2016, esordendo poi il 6 dicembre in serie D giocando titolare la partita vinta 3-0 contro la Fezzanese, bagnando subito l'esordio con una rete; viene notato dallo Spezia che lo acquista nella finestra di mercato invernale, inserendolo nella rosa della Primavera.
Esordisce con lo Spezia in serie B il 9 aprile contro il Novara, subentrando all'84' minuto; termina la stagione con 2 presenze e 1 rete in serie D con la Lavagnese e con 3 presenze in serie B con la casacca bianconera.
Nella stagione 2016-2017 esordisce in Coppa Italia il 6 agosto 2016 nel vittorioso match contro il Modena (1-0); esattamente una settimana dopo, nella partita valida per il terzo turno di Coppa Italia contro l'Udinese, segna al 41' il suo primo gol con lo Spezia, decisivo ai fini del risultato (la partita infatti terminerà con un 2-3 in favore degli spezzini). In campionato, dopo essere stato schierato varie volte nelle prime giornate, viene relegato in panchina. Mette a referto, al termine del campionato, 14 presenze in Serie B e 3 presenze (con 1 gol) in Coppa Italia.
Neanche nella stagione successiva riesce a ritagliarsi molto spazio, motivo per cui, nella finestra di mercato invernale, dopo sole 6 presenze nella prima parte del campionato, viene girato in prestito in Serie C al Cosenza. Esordisce con i calabresi il 21 gennaio contro il Matera, subentrando nella ripresa e fornendo l'assist per il gol del definitivo 2-1 per la sua squadra. Nel prosieguo della stagione si mette in luce offrendo prestazioni positive, rivelandosi soprattutto determinante con 3 reti nei play-off, trascinando i rossoblù alla promozione in Serie B.
Scaduto il prestito, torna allo Spezia. Nella stagione 2018-2019 riesce finalmente a trovare molto più spazio con i liguri, realizzando anche la sua prima rete tra i cadetti il 7 ottobre 2018 nel successo esterno per 3-1 sul Livorno. Si rivela spesso decisivo con 10 gol e 12 assist, oltre a farsi notare come una delle sorprese del campionato. Il suo bilancio complessivo con lo Spezia è di 59 presenze e 11 gol.
Il 9 luglio 2019, durante il calciomercato estivo, viene ceduto a titolo definitivo al Club Bruges per 8 milioni di euro più eventuali 2 di bonus (l’acquisto più costoso del club belga sino a quel momento). Esordisce con la maglia del Club Brugge il 27 luglio dello stesso anno, nella partita vinta per 3-1 in trasferta contro il Waasland-Beveren, andando anche a segno al debutto. Il 2 agosto successivo, segna la sua prima doppietta in campionato, nella vittoria per 6-0 in casa contro il Sint-Truiden.
Il 28 agosto dello stesso anno si qualifica, con il club belga, ai gironi di UEFA Champions League, eliminando il LASK grazie alla vittoria casalinga per 2-1. Debutta in Champions il 18 settembre, nella partita interna contro il Galatasaray (0-0).
Il 12 agosto 2021 viene ceduto in prestito al Venezia, neo-promosso in Serie A. Impostosi sin da subito come titolare nelle gerarchie di Paolo Zanetti, l'11 settembre seguente realizza la sua prima rete in massima serie nel successo per 1-2 in casa dell'Empoli. Si ripete il 7 novembre contro la Roma realizzando il gol del 3-2 finale. Colleziona 32 presenze e 7 gol in tutto prima di far ritorno in Belgio.
Il 28 luglio 2022 viene ceduto a titolo definitivo alla Cremonese, sempre in Serie A. Va subito a segno all'esordio ufficiale, l'8 agosto, nel successo per 3-2 sulla Ternana nei trentaduesimi di Coppa Italia. Sei giorni dopo, realizza il primo gol in campionato con i lombardi, nella sconfitta per 3-2 contro la Fiorentina.
Il 1º febbraio 2024, viene ceduto in prestito con diritto di riscatto al Torino, di nuovo in Serie A.
Il 10 settembre dello stesso anno, viene ceduto con la stessa formula al Gaziantep, nella Süper Lig turca.

### Nazionale
L'8 marzo 2019 viene annunciata la sua convocazione in nazionale Under-23 olimpica da parte della Nigeria per le sfide del 20 e 25 marzo 2019 contro la Libia valevoli per le qualificazioni alla Coppa d'Africa di categoria. Il 26 marzo dello stesso anno, a seguito dell'ottima prestazione fornita nella partita di ritorno contro la Libia, che ha visto la Nigeria Under-23 vittoriosa per 4-0, con l'ultima rete proprio di Okereke, il giocatore viene inserito nell'organico della nazionale maggiore in occasione dell'amichevole contro l'Egitto, durante la quale non viene impiegato.

## Statistiche

### Presenze e reti nei club
Statistiche aggiornate al 30 giugno 2025.
| Stagione           | Squadra            | Campionato         | Campionato | Campionato | Coppe nazionali | Coppe nazionali | Coppe nazionali | Coppe continentali | Coppe continentali | Coppe continentali | Altre coppe | Altre coppe | Altre coppe | Totale | Totale |
| Stagione           | Squadra            | Comp               | Pres       | Reti       | Comp            | Pres            | Reti            | Comp               | Pres               | Reti               | Comp        | Pres        | Reti        | Pres   | Reti   |
| ------------------ | ------------------ | ------------------ | ---------- | ---------- | --------------- | --------------- | --------------- | ------------------ | ------------------ | ------------------ | ----------- | ----------- | ----------- | ------ | ------ |
| 2015-gen. 2016     | Lavagnese          | D                  | 3          | 1          | CI-D            | -               | -               | -                  | -                  | -                  | -           | -           | -           | 3      | 1      |
| gen.-giu. 2016     | Spezia             | B                  | 3          | 0          | CI              | -               | -               | -                  | -                  | -                  | -           | -           | -           | 3      | 0      |
| 2016-2017          | Spezia             | B                  | 14         | 0          | CI              | 3               | 1               | -                  | -                  | -                  | -           | -           | -           | 17     | 1      |
| 2017-gen. 2018     | Spezia             | B                  | 6          | 0          | CI              | -               | -               | -                  | -                  | -                  | -           | -           | -           | 6      | 0      |
| gen.-giu. 2018     | Cosenza            | C                  | 15+9       | 1+3        | CI+CI-C         | 0+2             | 0+1             | -                  | -                  | -                  | -           | -           | -           | 26     | 5      |
| 2018-2019          | Spezia             | B                  | 30+1       | 10+0       | CI              | 2               | 0               | -                  | -                  | -                  | -           | -           | -           | 33     | 10     |
| Totale Spezia      | Totale Spezia      | Totale Spezia      | 53+1       | 10         |                 | 5               | 1               |                    | -                  | -                  |             | -           | -           | 59     | 11     |
| 2019-2020          | Club Bruges        | PL                 | 22         | 9          | CB              | 4               | 2               | UCL+UEL            | 8+1                | 0                  | -           | -           | -           | 35     | 11     |
| 2020-2021          | Club Bruges        | PL                 | 25+3       | 4+0        | CB              | 2               | 0               | UCL+UEL            | 3+2                | 0                  | -           | -           | -           | 35     | 4      |
| lug.-ago. 2021     | Club Bruges        | PL                 | 1          | 0          | CB              | -               | -               | UCL                | -                  | -                  | SB          | 0           | 0           | 1      | 0      |
| Totale Club Bruges | Totale Club Bruges | Totale Club Bruges | 48+3       | 13         |                 | 6               | 2               |                    | 14                 | 0                  |             | -           | -           | 71     | 15     |
| 2021-2022          | Venezia            | A                  | 32         | 7          | CI              | 1               | 0               | -                  | -                  | -                  | -           | -           | -           | 33     | 7      |
| 2022-2023          | Cremonese          | A                  | 33         | 7          | CI              | 5               | 2               | -                  | -                  | -                  | -           | -           | -           | 38     | 9      |
| 2023-feb. 2024     | Cremonese          | B                  | 17         | 2          | CI              | 2               | 0               | -                  | -                  | -                  | -           | -           | -           | 19     | 2      |
| feb.-giu. 2024     | Torino             | A                  | 9          | 0          | CI              | -               | -               | -                  | -                  | -                  | -           | -           | -           | 9      | 0      |
| set. 2024-2025     | Gaziantep          | SL                 | 29         | 9          | TK              | 1               | 0               | -                  | -                  | -                  | -           | -           | -           | 30     | 9      |
| 2025-2026          | Cremonese          | A                  | -          | -          | CI              | -               | -               | -                  | -                  | -                  | -           | -           | -           | 0      | 0      |
| Totale Cremonese   | Totale Cremonese   | Totale Cremonese   | 50         | 9          |                 | 7               | 2               |                    | -                  | -                  |             | -           | -           | 57     | 11     |
| Totale carriera    | Totale carriera    | Totale carriera    | 239+13     | 50+3       |                 | 22              | 6               |                    | 14                 | 0                  |             | 0           | 0           | 288    | 59     |

## Palmarès

### Club
- Campionato belga: 2

Club Bruges: 2019-2020, 2020-2021
- Supercoppa del Belgio: 1

Club Bruges: 2021